# Phytodietus maritimus
Phytodietus maritimus är en stekelart som beskrevs av Heinrich Boie 1857. Phytodietus maritimus ingår i släktet Phytodietus och familjen brokparasitsteklar. Inga underarter finns listade i Catalogue of Life.